# Zenuwknoop

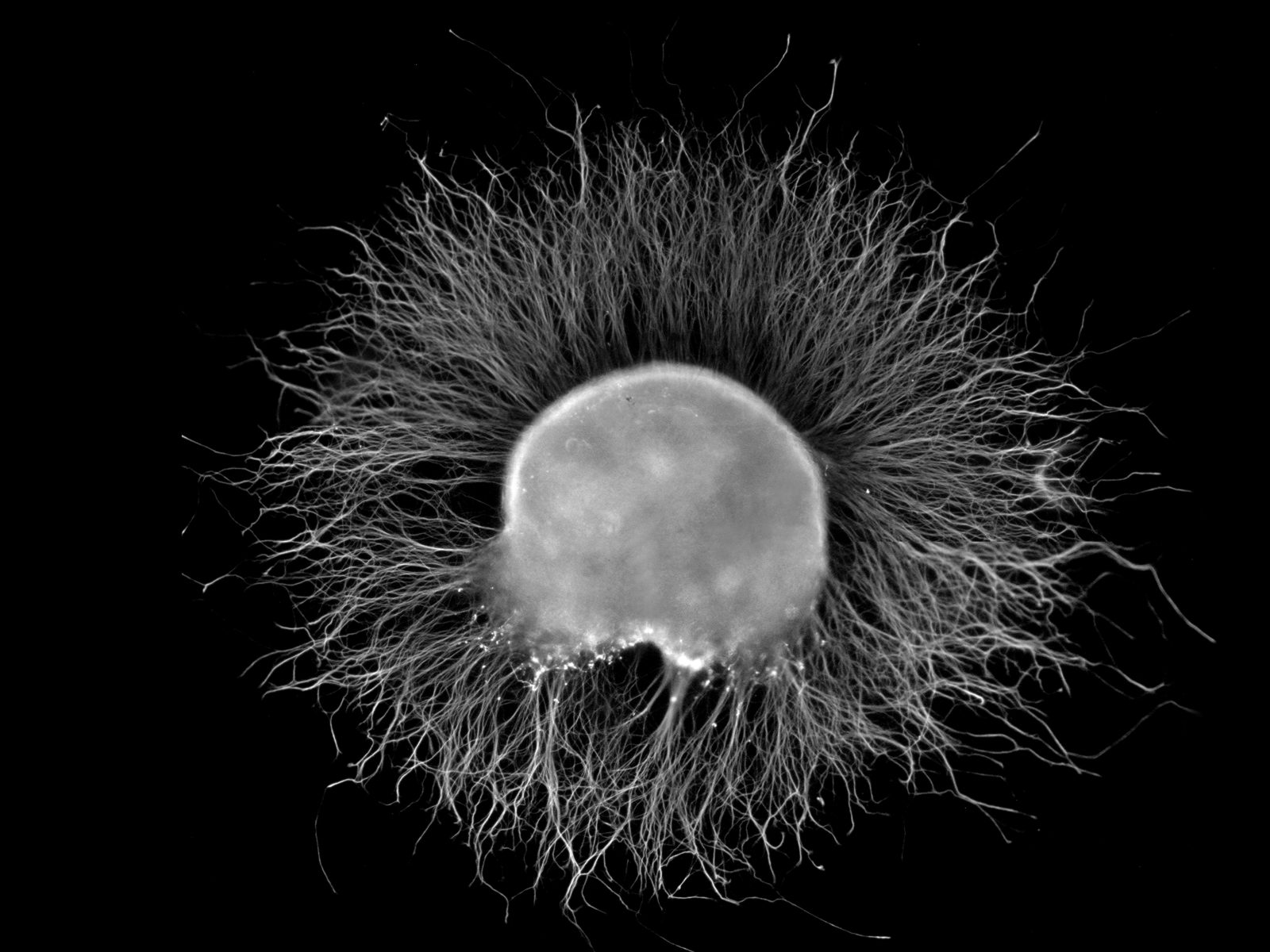
Zenuwknoop van een kip

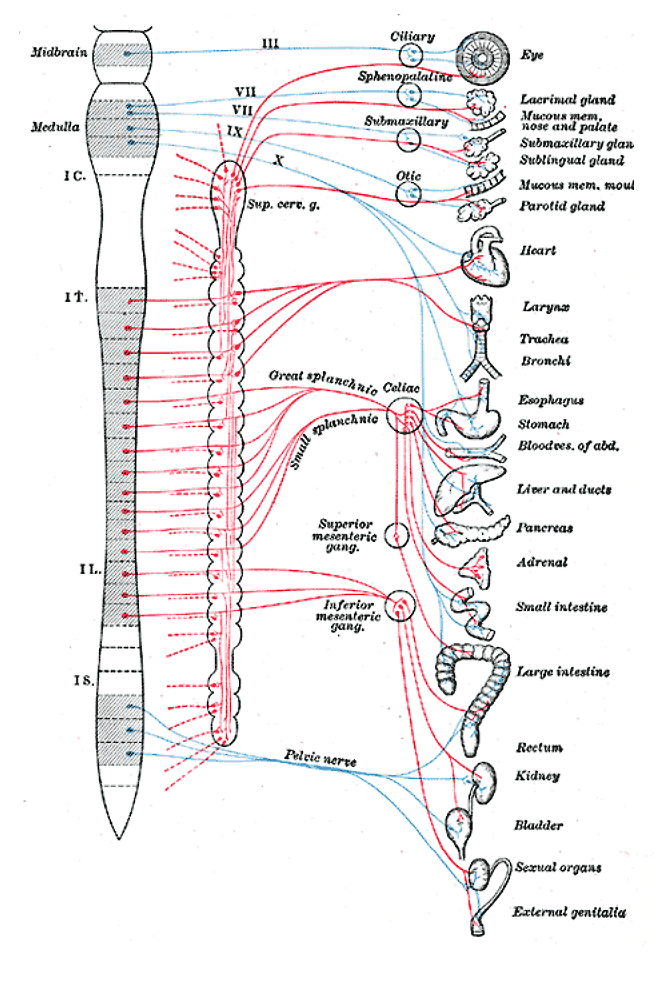
Overzicht In de derde kolom zijn enkele belangrijke ganglia zoals het ganglion oticum en ganglion coeliacum aangegeven.

Een zenuwknoop of ganglion is een groep zenuwcellen of neuronen, die buiten het centrale zenuwstelsel liggen met een onderling overeenkomende functie. Ze worden door mantelcellen omgeven, die met oligodendrocyten in het centrale zenuwstelsel kunnen worden vergeleken.
Zenuwknopen bevinden zich overal in het lichaam, maar zijn in de zintuigen en in de wervelkolom, in de ganglia spinalia, geconcentreerd. Ze ontvangen informatie van de zintuigen en geven deze door naar de hersenen, geven signalen van de hersenen naar spieren en klieren door, maar kunnen ook reflexen direct van de zintuigen doorgeven naar de spieren. Er wordt in het autonome zenuwstelsel onderscheid tussen sympathische en parasympathische zenuwknopen gemaakt.
Er is in het oog een verschil tussen de grote en de kleine zenuwknopen. De grote zenuwknopen, of magnicellulaire cellen, geven vooral de signalen, die van de staafjes komen door, dus de lichtstroom. De kleine zenuwknopen, of parvicellulaire cellen, geven vooral de signalen, die van de kegeltjes komen door, de kleurinformatie.   
Een zenuwknoop die binnen het centrale zenuwstelsel ligt, bijvoorbeeld de basale ganglia, wordt meestal een nucleus genoemd. Een groep onderling verbonden zenuwknopen heet een plexus of netwerk.
Voorbeelden zijn het ganglion van Gasser en de plexus solaris of zonneknoop.